# A Magyar Érdemrend parancsnoki keresztje a csillaggal
A Magyar Érdemrend parancsnoki keresztje a csillaggal (2023. március 15-ig: középkeresztje a csillaggal) a magyar állam által adományozható egyik kitüntetésnek, a Magyar Érdemrendnek 3. fokozata. 2011-ig a Magyar Köztársasági Érdemrend középkeresztje a csillaggal néven adták át.
Az Érdemrend fokozatait olyan személyeknek ítélik oda, akik, akár a kultúra, a tudomány, a művészet, továbbá saját szakterületük terén – Magyarország érdekeinek előmozdítása, az egyetemes emberi értékek gyarapítása érdekében – példamutató tevékenységet folytattak. A kitüntetéseket minden esetben a köztársasági elnök adományozza a miniszterelnök vagy az érintett miniszter felterjesztése és ellenjegyzése mellett.
A kitüntetéseket általában valamilyen nevezetes – Magyarország történelme szempontjából lényeges esemény tiszteletére tartott – ünnepen, többnyire nemzeti ünnepen, így március 15-én, augusztus 20-án vagy október 23-án adják át.

## Leírása
- A Magyar Érdemrend parancsnoki keresztje a csillaggal (polgári tagozat) leírása:

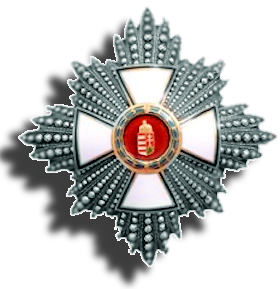
Magyar Köztársasági Érdemrend parancsnoki keresztje a csillaggal (polgári)

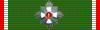
A polgári tagozat szalagsávja

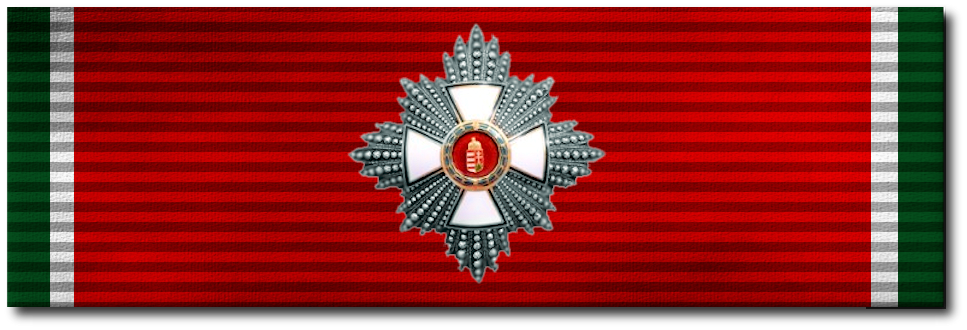
A katonai tagozat szalagsávja

A polgári tagozat kisdíszítménye

A kereszt külalakja megegyezik a „nagykereszt a lánccal” fokozatnál leírtakkal. Azonban a kereszt előlapján középen zöld babérkoszorúval körülvett kerek sötét smaragdzöld mező van. Anyaga: aranyozott ezüst, zománc. Mérete: 52 mm.
A keresztet 40 mm széles szalagon a nyakban viselik. A szalagon levő 34 mm széles sötét smaragdzöld sávot jobbról-balról 1,5 mm széles fehér és 1,5 mm széles piros sáv szegélyez. A csillag nyolcágú, négyzetes csillagtest, amelyet a kissé domborított formájú kereszt ékesít. Hátlapjának kör alakú középpajzsán „1946/1991” évszám, tűjén félhold, „PV” és „925” beütés van. Anyaga: ezüst, zománc. Mérete: 80 mm.
Tartozékai: kisdíszítmény, szalagsáv, gomblyukjelvény (rozetta). A kisdíszítmény a vállszalaggal megegyező színű háromszög szalagon függő zöld szegélyes lovagkereszt, szalagján a csillag miniatűrjével. A lovagkereszt szalagján a 34 mm széles sötét smaragdzöld sávot jobbról-balról 1,5 mm széles fehér és 1,5 mm széles piros sáv szegélyez. A kisdíszítmény anyaga: aranyozott ezüst, zománc. A kereszt mérete: 42 mm, a csillag miniatűrje 20 mm. A szalagsáv zöld fehér szegélyes, 40 mm széles, a rajt levő csillag mérete: 10 mm. A gomblyukjelvény kerek zöld zománcos mezőben a csillag miniatűrjét ábrázolja. A gomblyukjelvény mérete: 15 mm.
- A Magyar Érdemrend parancsnoki keresztje a csillaggal (katonai tagozat) leírása:

A kereszt külalakja megegyezik a „nagykereszt a lánccal” fokozatnál leírtakkal. Anyaga: aranyozott ezüst, zománc. Mérete: 52 mm. A keresztet 40 mm széles szalagon a nyakban viselik. A szalagon levő 34 mm széles vörös sávot jobbról-balról 1,5 mm széles fehér és 1,5 mm széles zöld sáv szegélyez. A csillag nyolcágú, négyzetes csillagtest, amelyet a kissé domborított formájú kereszt ékesít. Hátlapjának kör alakú középpajzsán „1946/1991” évszám, tűjén félhold, „PV” és „925” beütés van. Anyaga: ezüst, zománc. Mérete: 80 mm.
Tartozékai: kisdíszítmény, szalagsáv, gomblyukjelvény (rozetta). A kisdíszítmény a vállszalaggal megegyező színű háromszög szalagon függő vörös szegélyes lovagkereszt, szalagján a csillag miniatűrjével. A lovagkereszt szalagján a 34 mm széles vörös sávot jobbról-balról 1,5 mm széles fehér és 1,5 mm széles smaragdzöld sáv szegélyez. A kisdíszítmény anyaga: aranyozott ezüst, zománc. A kereszt mérete: 42 mm, a csillag miniatűrje 20 mm. A szalagsáv vörös fehér szegélyes, 40 mm széles, a rajt levő csillag mérete: 10 mm. A gomblyukjelvény kerek vörös zománcos mezőben a csillag miniatűrjét ábrázolja. A gomblyukjelvény mérete: 15 mm.

## Díjazottak
| Díjazott                               | Foglalkozás | Év   |
| -------------------------------------- | --- | ---- |
| Palkovics László                       | Széchenyi-díjas gépészmérnök, a Magyar Tudományos Akadémia rendes tagja, volt miniszter, az Autóipari Próbapálya Zala Kft. ügyvezetője, a Gábor Dénes Egyetem rektori tanácsadója, mesterséges intelligenciáért felelős kormánybiztos | 2025 |
| Pokorni Zoltán                         | volt oktatási miniszter és országgyűlési képviselő, Budapest Főváros XII. kerület Hegyvidék korábbi polgármestere | 2025 |
| Papp Károly                            | nemzetbiztonsági altábornagy, a Stratégiai Tanácsadó Testület tagja, volt államtitkár, korábbi országos rendőrfőkapitány | 2024 |
| Lepsényi István                        | Széchenyi-díjas gazdasági mérnök, gépészmérnök, a Magyar Hidrogéntechnológiai Szövetség elnöke | 2024 |
| dr. Dienes-Oehm Egon                   | jogász, volt alkotmánybíró és nagykövet, Magyarország Európai Unió melletti Állandó Képviseletének korábbi helyettes állandó képviselője, a Pázmány Péter Katolikus Egyetem Jog- és Államtudományi Karának címzetes egyetemi docense | 2024 |
| dr. Nagy Elek                          | a Budapesti Kereskedelmi és Iparkamara elnöke | 2024 |
| dr. Pokol Béla                         | a szociológiai tudomány doktora, jogtudós, politológus, volt alkotmánybíró és országgyűlési képviselő, az Eötvös Loránd Tudományegyetem professor emeritusa | 2024 |
| dr. Szívós Mária                       | jogász, volt alkotmánybíró, a Pázmány Péter Katolikus Egyetem Jog- és Államtudományi Karának címzetes egyetemi tanára | 2024 |
| Venetianer Pál                         | állami díjas biológus, biokémikus, kutatóprofesszor, a Magyar Tudományos Akadémia rendes tagja és egykori Szegedi Biológiai Központjának igazgatója | 2024 |
| dr. Bánáti János                       | ügyvéd, a Magyar Ügyvédi Kamara elnöke, a Budapesti Ügyvédi Kamara volt elnöke, az Országos Bírói Tanács tagja, az Igazságügyi Miniszter Tudományos Tanácsadó Testületének tagja, a Pázmány Péter Katolikus Egyetem Jog- és Államtudományi Karának címzetes egyetemi tanára, a Magyar Büntetőjogi Társaság elnökhelyettese, a Bánáti Ügyvédi Iroda tagja, a Magyar Jogászegylet alelnöke | 2023 |
| dr. Béres József                       | vegyész, a Béres Gyógyszergyár Zrt. elnöke | 2023 |
| Mevlüt Çavuşoğlu                       | a Török Köztársaság külügyminisztere | 2023 |
| dr. Faragó Tamás                       | a nemzet sportolója, olimpiai, világ- és Európa-bajnok vízilabdázó, edző | 2023 |
| dr. Parragh László                     | vállalkozó, a Magyar Kereskedelmi és Iparkamara elnöke, a KAVOSZ-Széchenyi Kártya Igazgatóságának elnöke | 2023 |
| Edgar Peña Parra                       | érsek, az Apostoli Szentszék általános ügyekért felelős államtitkár-helyettese | 2023 |
| dr. Schmidt Mária                      | Széchenyi-díjas történész, a Terror Háza Múzeum, a XX. Század Intézet és a XXI. Század Intézet főigazgatója, a Pázmány Péter Katolikus Egyetem egyetemi tanára, volt kormánybiztos | 2023 |
| Czakó Gábor                            | a nemzet művésze, Kossuth- és József Attila-díjas író, nyelvrégész, a Magyar Művészeti Akadémia rendes tagja | 2022 |
| dr. Horváth József                     | Széchenyi-díjas agrármérnök, növényvirológus, a Magyar Tudományos Akadémia rendes tagja, a Magyar Agrár- és Élettudományi Egyetem Georgikon Campusának professor emeritusa | 2022 |
| Lator László                           | a nemzet művésze, Kossuth- és József Attila-díjas költő, műfordító, esszéista, a Digitális Irodalmi Akadémia alapítója | 2022 |
| Paul Richard Gallagher                 | az Apostoli Szentszék államközi kapcsolatainak titkára | 2022 |
| Buda Ferenc                            | a nemzet művésze, Kossuth- és József Attila-díjas költő, műfordító, a Magyar Művészeti Akadémia rendes tagja | 2022 |
| Michael August Blume                   | alessanói címzetes érsek, az Apostoli Szentszék Magyarországra akkreditált nunciusa | 2021 |
| Csipes Ferenc                          | válogatott edző | 2021 |
| Dani Gyöngyi                           | vívó | 2021 |
| Krajnyák Zsuzsanna                     | vívó | 2021 |
| Pálos Péter                            | asztaliteniszező | 2021 |
| Pásztor István                         | a Vajdaság Autonóm Tartomány Képviselőházának elnöke, a Vajdasági Magyar Szövetség elnöke | 2021 |
| Szakonyi Károly                        | a nemzet művésze, író, drámaíró | 2021 |
| dr. Vilayat Mukhtar oglu Guliyev       | az Azerbajdzsáni Köztársaság magyarországi rendkívüli és meghatalmazott nagykövete | 2021 |
| Szergej Viktorovics Lavrov             | az Oroszországi Föderáció külügyminisztere | 2021 |
| Gyenyisz Valentyinovics Manturov       | az Oroszországi Föderáció ipari és kereskedelmi minisztere | 2021 |
| Mihail Albertovics Murasko             | az Oroszországi Föderáció egészségügyi minisztere | 2021 |
| Vang Ji                                | a Kínai Népköztársaság államtanácsosa, külügyminisztere | 2021 |
| Arsenios Kardamakis                    | Ausztria metropolitája, Magyarország és Közép-Európa exarchája | 2021 |
| Bíróné Keleti Ágnes                    | a nemzet sportolója, ötszörös olimpiai bajnok tornász, edző, nemzetközi versenybíró | 2021 |
| Bogárdi Szabó István                   | Széchenyi-díjas teológus, a Dunamelléki Református Egyházkerület volt püspöke, a Magyarországi Református Egyház Zsinatának volt lelkészi elnöke | 2021 |
| Kató Béla                              | az Erdélyi Református Egyházkerület püspöke, a Sapientia Alapítvány elnöke | 2021 |
| Vlagyimir Nyikolajevics Szergejev      | az Oroszországi Föderáció magyarországi rendkívüli és meghatalmazott nagykövete | 2021 |
| David B. Cornstein                     | az Amerikai Egyesült Államok magyarországi rendkívüli és meghatalmazott nagykövete | 2020 |
| František Mikloško                     | a Szlovák Köztársaság Nemzeti Tanácsának egykori elnöke | 2020 |
| Krzysztof Szczerski                    | államtitkár, a Lengyel Köztársaság Elnöke Kabinetjének vezetője | 2020 |
| Nemecz Ernő                            | állami díjas geokémikus, a Magyar Tudományos Akadémia rendes tagja, a veszprémi Pannon Egyetem professor emeritusa, volt rektora | 2020 |
| Prof. Dr. h.c. mult. Rita Süssmuth     | a Bundestag korábbi elnöke | 2020 |
| Kozma Imre                             | lelkipásztor, a Betegápoló Irgalmasrend magyarországi vezetője, a Magyar Máltai Szeretetszolgálat alapító elnöke | 2020 |
| prof. dr. Király Tibor                 | Széchenyi-díjas jogtudós, a Magyar Tudományos Akadémia rendes tagja, az Eötvös Loránd Tudományegyetem professor emeritusa, volt rektorhelyettese, Állam- és Jogtudományi Karának egykori dékánja | 2020 |
| Balog Zoltán                           | református lelkész, az Emberi Erőforrások Minisztériumának volt minisztere | 2020 |
| Bíró Zoltán                            | irodalomtörténész, a Rendszerváltás Történetét Kutató Intézet és Archívum egykori főigazgatója, a Hitel című folyóirat alapító főszerkesztője | 2020 |
| dr. Reiner Erich Haseloff              | a németországi Szász-Anhalt tartomány miniszterelnöke | 2020 |
| dr. Balsai István                      | alkotmánybíró, volt igazságügy-miniszter és országgyűlési képviselő | 2020 |
| Sir Roger Scruton                      | író, a Brit Akadémia és a Királyi Irodalmi Társaság tagja, a Buckinghami Egyetem és az Oxfordi Egyetem vendégprofesszora | 2019 |
| Hilarion                               | Volokolamszki metropolita, a Moszkvai Patriarchátus Egyházi Külkapcsolatok Hivatalának vezetője | 2019 |
| dr. Réthelyi Miklós                    | Szent-Györgyi Albert-díjas orvos, az orvostudományok doktora, az UNESCO Magyar Nemzeti Bizottságának elnöke, volt nemzeti erőforrás miniszter, a Semmelweis Egyetem professor emeritusa | 2019 |
| Schöpflin György                       | történész, politológus, az Európai Parlament volt képviselője, a Londoni Közgazdasági Egyetem és a Bolognai Egyetem volt egyetemi tanára, volt Jean Monnet-professzor, a Corvinus Egyetem és a Tallinni Egyetem díszdoktora | 2019 |
| dr. Stumpf István                      | alkotmánybíró, a volt Miniszterelnöki Hivatal minisztere, az Eötvös Loránd Tudományegyetem Állam- és Jogtudományi Kara Politikatudományi Intézetének egyetemi tanára, a Széchenyi István Egyetem Deák Ferenc Állam- és Jogtudományi Kara Alkotmányjogi és Politikatudományi Tanszékének egyetemi tanára, a Századvég Politikai Iskola Alapítvány és Kutatóintézet alapító elnöke         | 2019 |
| Mag. Wolfgang Sobotka                  | az Osztrák Köztársaság Nemzeti Tanácsának elnöke | 2019 |
| Dózsa Imre                             | Kossuth-díjas és Liszt Ferenc-díjas táncművész, érdemes és kiváló művész, a Magyar Állami Operaház örökös tagja és mesterművésze, a Magyar Táncművészeti Egyetem rector emeritusa | 2019 |
| Gerard Albert Louis Mourou             | Nobel-díjas fizikus, az International Center for Zetta-Exawatt Science and Technology igazgatója, az Haut College de l’Ecole Polytechnique tagja és professzora | 2019 |
| dr. Gyulai József                      | Széchenyi-díjas fizikus, a Magyar Tudományos Akadémia rendes tagja, a Budapesti Műszaki és Gazdaságtudományi Egyetem Villamosmérnöki és Informatikai Kara Elektronikus Eszközök Tanszékének professor emeritusa és a Magyar Tudományos Akadémia Energiatudományi Kutatóközpontja Műszaki Fizikai és Anyagtudományi Intézetének tanácsadója                                               | 2019 |
| dr. Kahler Frigyes                     | jogtörténész, a Rendszerváltás Történetét Kutató Intézet és Archívum kutatója, az egykori Veszprém Megyei Bíróság nyugalmazott büntetőkollégium-vezetője | 2019 |
| Ilarion Alfejev                        | az ortodox egyház budapesti és magyarországi metropolitája | 2019 |
| Max Vuyisile Sisulu                    | a Dél-afrikai Köztársaság Nemzetgyűlésének volt elnöke | 2019 |
| dr. Szalay Károly                      | József Attila-díjas író, irodalomtörténész | 2019 |
| Fodor István                           | Széchenyi-díjas villamosmérnök, a Magyarország Barátai Alapítvány kuratóriumi tagja | 2018 |
| dr. Hatvani László                     | Széchenyi-díjas matematikus, a Magyar Tudományos Akadémia rendes tagja, a Szegedi Tudományegyetem Természettudományi és Informatikai Kar Bolyai Intézete Analízis Tanszékének professor emeritusa | 2018 |
| dr. Jan Peter Balkenende               | a Holland Királyság volt miniszterelnöke, a Károli Gáspár Református Egyetem Hittudományi Karának tiszteletbeli díszdoktora | 2018 |
| dr. Sárosi Bálint                      | Széchenyi-díjas népzenekutató, a zenetudomány doktora, a Magyar Tudományos Akadémia Zenetudományi Intézetének nyugalmazott osztályvezetője | 2018 |
| Kornel Morawiecki                      | a Szejm korelnöke | 2018 |
| Dominik Duka                           | bíboros, prágai érsek, Csehország prímása | 2018 |
| S.K.H. Oskar Prinz Von Preußen         | a Johannita Rend úrmestere | 2018 |
| Valerij Petrovics Markov               | az Oroszországi Föderáció Szövetségi Tanácsának szenátora, a Finnugor Népek Konzultatív Bizottságának volt elnöke | 2018 |
| Halász Béla                            | Széchenyi-díjas orvos, anatómus, neuroendokrinológus, a Magyar Tudományos Akadémia rendes tagja, a Semmelweis Egyetem Általános Orvostudományi Kara Anatómiai, Szövet- és Fejlődéstani Intézetének professor emeritusa | 2017 |
| Jávor András                           | a Magyar Kormánytisztviselői Kar nyugalmazott elnöke, a Népjóléti Minisztérium és a Nemzeti Erőforrás Minisztérium volt közigazgatási államtitkára, a Népegészségügyi Programiroda volt igazgatója, a Semmelweis Orvostudományi Egyetem volt igazgatója | 2017 |
| Nász István                            | Széchenyi-díjas mikrobiológus, virológus, a Magyar Tudományos Akadémia rendes tagja, a Semmelweis Egyetem Általános Orvostudományi Kara Orvosi Mikrobiológiai Intézetének professor emeritusa | 2017 |
| Barsiné Pataky Etelka                  | építőmérnök, urbanisztikai szakmérnök, politikus | 2017 |
| Vissi Ferenc                           | a Gazdasági Versenyhivatal nyugalmazott első elnöke, az egykori Budapesti Közgazdaságtudományi Egyetem címzetes egyetemi docense | 2017 |
| Kozák Danuta                           | Ötszörös olimpiai, tizenegyszeres világ-, és tizennégyszeres Európa-bajnok kajakozó | 2016 |
| Cseh László                            | Kétszeres világ-, és tizennégyszeres Európa-bajnok úszó | 2016 |
| Hosszú Katinka                         | Háromszoros olimpiai, ötszörös világ-, és tizenháromszoros Európa-bajnok úszónő | 2016 |
| Sors Tamás                             | többszörös paralimpiai, világ- és Európa-bajnok úszó | 2016 |
| Csurgay Árpád István                   | Széchenyi-díjas villamosmérnök, nanotechnológus, az MTA rendes tagja, a Pázmány Péter Katolikus Egyetem professor emeritusa | 2016 |
| Kulcsár Győző                          | négyszeres olimpiai és háromszoros világbajnok vívó | 2016 |
| Halzl József                           | gépészmérnök, politikus | 2016 |
| Horn Péter                             | Széchenyi-díjas agrármérnök, az MTA rendes tagja, a Kaposvári Egyetem örökös rektor emeritusa | 2016 |
| Thomas Faustmann                       | az Audi Hungaria Motor Kft. ügyvezető igazgatója | 2015 |
| Peter Munk                             | üzletember, a Southern Pacific Hotel Corporation és a Barrick Gold Corporation alapítója és volt elnöke, a Trizec Hahn Corporation volt elnöke, a Peter Munk Jótékonysági Alapítvány alapítója | 2015 |
| Iván László                            | neurológus, gerontológus, politikus | 2015 |
| Karlheinz Kopf                         | az Osztrák Nemzeti Tanács második elnöke | 2015 |
| El Hassan Bin Talal                    | jordán herceg | 2015 |
| Granasztói György                      | történész, egyetemi tanár | 2015 |
| Palkovits Miklós                       | anatómus, endokrinológus, agykutató | 2015 |
| Kásler Miklós                          | onkológus, politikus | 2015 |
| Korinek László                         | jogász, kriminológus | 2015 |
| Bakondi György                         | határőr, ügyvéd | 2015 |
| Rozsnyói Katalin                       | kajakozó | 2015 |
| Abdelmalek Sellal                      | az Algériai Népi Demokratikus Köztársaság miniszterelnöke | 2015 |
| Király Károly                          | közgazdász, politikai közíró, romániai magyar politikus | 2015 |
| Závodszky Péter                        | biofizikus, egyetemi tanár | 2015 |
| Kónyáné Kutrucz Katalin                | az Állambiztonsági Szolgálatok Történeti Levéltára főigazgató-helyettese | 2014 |
| Mocsai Lajos                           | kézilabdaedző, egyetemi tanár | 2014 |
| Nemes Attila                           | az orvostudomány doktora | 2014 |
| Pálinkás Gábor                         | fizikus | 2014 |
| Szilágyi István                        | író | 2014 |
| Tomcsányi Pál                          | agrármérnök | 2014 |
| Weiss Emília                           | jogász | 2014 |
| Bihari Mihály                          | jogász | 2013 |
| Csete György                           | építészmérnök | 2013 |
| Erdélyi Zsuzsanna                      | néprajztudós | 2013 |
| Hamari Júlia                           | énekművész | 2013 |
| Jankovics Marcell                      | rajzfilmrendező, grafikus | 2013 |
| Kun Zsuzsa                             | táncművész | 2013 |
| Zaid Naffa                             | a Jordán Hasemita Királyság magyarországi tiszteletbeli konzulja | 2013 |
| Polgár Judit                           | sakkozó | 2013 |
| Sárközi Mátyás                         | író, kritikus, műfordító, szerkesztő | 2013 |
| Széles Gábor                           | üzletember | 2013 |
| Végh Ferenc                            | (katonai tagozat) nyugalmazott vezérezredes | 2013 |
| Dusev-Janics Natasa                    | háromszoros olimpia bajnok | 2012 |
| Kodolányi Gyula                        | költő, műfordító, politikus | 2012 |
| Kopp Mária                             | orvos, pszichológus | 2012 |
| Falus András                           | Széchenyi-díjas immunológus | 2012 |
| Fónagy János                           | államtitkár, országgyűlési képviselő | 2012 |
| Gazsó Ferenc, dr.                      | a szociológiai tudomány kandidátusa, a Budapesti Corvinus Egyetem professor emeritusa | 2012 |
| Gera Zoltán                            | színművész | 2012 |
| Horváth Tihamér                        | üzletember | 2012 |
| Kovács Katalin                         | háromszoros olimpia bajnok | 2012 |
| Michelberger Pál                       | gépészmérnök | 2012 |
| Sipos Ete Álmos                        | nyugalmazott református lelkész | 2012 |
| Valerie Solti, Lady                    | a szociológiai tudomány kandidátusa, a Budapesti Corvinus Egyetem professor emeritusa | 2012 |
| dr. Michael Spindelegger               | az Osztrák Köztársaság nemzetközi és európai ügyek szövetségi minisztere | 2012 |
| Tőkés István                           | református lelkész | 2012 |
| Benkő Tibor                            | (katonai tagozat) vezérezredes | 2012 |
| Storcz Botond                          | olimpiai bajnok kajakozó, edző | 2012 |
| Viktor Zubkov                          | az Oroszországi Föderáció Kormányának első miniszterelnök-helyettese, a Gazprom Igazgatótanácsának elnöke | 2012 |
| Olivier Chastel                        | a Belga Királyság fejlesztési, együttműködési és Európa-ügyi minisztere | 2011 |
| Papp Lajos                             | szívsebész | 2011 |
| Szervátiusz Tibor                      | szobrászművész | 2011 |
| Menczer Gusztáv                        | atléta, medikus, a Gulag rabja | 2011 |
| Laurent Wauquiez                       | a Francia Köztársaság felsőoktatási és kutatási minisztere | 2011 |
| dr. Gottfried Péter                    | volt államtitkár, a miniszterelnök külpolitikai tanácsadója | 2011 |
| Krzysztof Kwiatkowski                  | a Lengyel Köztársaság igazságügyi minisztere | 2011 |
| Remigijus Šimašius                     | a Litván Köztársaság igazságügyi minisztere | 2011 |
| Kopátsy Sándor                         | közgazdász | 2011 |
| John Lukacs                            | történész | 2011 |
| Borbándi Gyula                         | író, történész, szerkesztő | 2011 |
| Zakar Ferenc Polikárp                  | ciszterci szerzetes | 2011 |
| Szilágyi János György                  | ókorkutató, művészettörténész | 2011 |
| Mustafayev Shahin                      | azerbajdzsáni gazdaságfejlesztési miniszter | 2011 |
| Csáky Pál                              | a Magyar Koalíció Pártja volt elnökének, volt miniszterelnök-helyettes | 2011 |
| Bereczky Loránd                        | Munkácsy Mihály-díjas művészettörténész, a Magyar Nemzeti Múzeum volt főigazgatója | 2010 |
| Berényi Lajos                          | a Közbeszerzések Tanácsa volt elnöke | 2010 |
| Arthur Schneier                        | főrabbi | 2010 |
| Görgey Gábor                           | Kossuth-díjas író, költő, rendező, volt miniszter | 2010 |
| Hernádi Zsolt                          | üzletember | 2010 |
| Jordán Tamás                           | Kossuth-díjas és Jászai Mari-díjas magyar színész, rendező, színigazgató | 2010 |
| Knoll József                           | orvos | 2010 |
| Kovács Álmos                           | a közgazdaságtudomány kandidátusa, a Pénzügyminisztérium szakállamtitkára | 2010 |
| Kukorelli István                       | jogtudós | 2010 |
| dr. Majtényi László                    | az állam- és jogtudomány kandidátusa, az Országos Rádió és Televízió Testület volt elnöke | 2010 |
| Roska Tamás                            | villamosmérnök | 2010 |
| Timár Sándor                           | koreográfus | 2010 |
| Rubik Ernő                             | feltaláló | 2009 |
| Ilia Mihály                            | Széchenyi-díjas irodalomtörténész | 2009 |
| Fischer Ádám                           | Kossuth-díjas karmester | 2009 |
| Soltész István                         | Országgyűlés főtitkára | 2009 |
| Kósáné Kovács Magda                    | Európai parlamenti képviselő | 2009 |
| Joanna Stempińska                      | lengyel borász, művészettörténész, tolmács, fordító és diplomata, budapesti lengyel nagykövet | 2009 |
| Sándor György                          | Jászai Mari-díjas előadóművész | 2009 |
| Marosi Ernő                            | Széchenyi-díjas művészettörténész | 2009 |
| Marton László                          | Kossuth-díjas rendező | 2009 |
| Méray Tibor                            | Kossuth-díjas újságíró | 2009 |
| Szendrő Péter                          | gépészmérnök | 2009 |
| Tandori Dezső                          | Kossuth-díjas író, költő, műfordító | 2009 |
| Vásáry Tamás                           | Kossuth-díjas zongoraművész | 2009 |
| Angyal Zoltán                          | a kajak-kenu válogatott szövetségi kapitánya | 2008 |
| Benedek Tibor                          | a vízilabda-válogatott tagja, háromszoros olimpiai bajnok | 2008 |
| Ritoók Zsigmond                        | filológus, nyelvész | 2008 |
| Biros Péter                            | a vízilabda-válogatott tagja, háromszoros olimpiai bajnok | 2008 |
| Hargitai Géza                          | a Bartók vonósnégyes tagja | 2008 |
| Kásás Tamás                            | a vízilabda-válogatott tagja, háromszoros olimpiai bajnok | 2008 |
| Kiss Gergely                           | a vízilabda-válogatott tagja, háromszoros olimpiai bajnok | 2008 |
| Kiss László                            | az úszóválogatott szövetségi kapitánya | 2008 |
| Komlós Péter                           | a Bartók vonósnégyes tagja | 2008 |
| Molnár Tamás                           | a vízilabda-válogatott tagja, háromszoros olimpiai bajnok | 2008 |
| Sári Nándor                            | a Kőbánya SC edzője | 2008 |
| George Pataki                          | New York állam korábbi, magyar származású kormányzója | 2008 |
| Szécsi Zoltán                          | a vízilabda-válogatott tagja, háromszoros olimpiai bajnok | 2008 |
| Ormos Mária                            | Széchenyi-díjas történész | 2008 |
| Vékás Lajos                            | Széchenyi-díjas magyar jogtudós, egyetemi tanár | 2008 |
| Németh Géza                            | Kossuth-díjas brácsaművész | 2008 |
| Mező László                            | a Bartók vonósnégyes tagja | 2008 |
| Devich Sándor                          | a Bartók vonósnégyes tagja | 2008 |
| Kende Péter                            | szociológus, politológus | 2008 |
| Bartók vonósnégyes                     | kvartett | 2008 |
| Erdős Tibor                            | Széchenyi-díjas közgazdász | 2008 |
| Avar István                            | a Nemzet Színésze, a Magyar Színház Kossuth-díjas színművésze, kiváló művész | 2007 |
| Bagi István                            | volt alkotmánybíró | 2007 |
| Erdei Árpád                            | volt alkotmánybíró | 2007 |
| Harmathy Attila                        | volt alkotmánybíró | 2007 |
| Kornai János                           | Széchenyi-díjas közgazdász | 2007 |
| Lámfalussy Sándor                      | a Louvaini Egyetem Európa Tanulmányok Intézete vezetője, professor emeritus | 2007 |
| Portisch Lajos                         | a Nemzet Sportolója, olimpiai bajnok sakkozó, mesteredző | 2007 |
| Sárközy Tamás                          | az állam- és jogtudomány doktora, egyetemi tanár, állami díjas | 2007 |
| Solt Pál                               | bíró, a Legfelsőbb Bíróság tanácselnöke, a Magyar Bíróképző Akadémia vezetője | 2007 |
| Bárdy György                           | Jászai Mari-díjas magyar színművész | 2006 |
| Haumann Péter                          | Kossuth-díjas magyar színművész | 2006 |
| Fekete János                           | a Magyar Nemzeti Bank nyugalmazott alelnöke | 2006 |
| Gombár Csaba                           | szociológus, politológus | 2006 |
| Gregor József                          | operaénekes | 2006 |
| Havril András                          | nyugállományú vezérezredes | 2006 |
| Oláh György                            | Nobel-és Széchenyi-díjas kémikus | 2006 |
| Szőllősy András                        | Kossuth-díjas zeneszerző, zenetörténész | 2006 |
| Marjai József                          | politikus, diplomata | 2006 |
| Györgyi Kálmán                         | büntetőjogász, legfőbb ügyész | 2006 |
| Tersztyánszkyné Vasadi Éva             | Jogász, az első női alkotmánybíró | 2006 |
| Edmund P. Giambastiani                 | Admirális, a NATO norfolki átalakítási parancsnokságának volt vezetője | 2006 |
| Plácido Domingo                        | Operaénekes | 2005 |
| Bokorné Szegő Hanna                    | a Budapesti Corvinus Egyetem nyugalmazott egyetemi tanára | 2005 |
| Gál Meir                               | a Hitachdut Ole Hungária ügyvezető igazgatója | 2005 |
| Kovács András                          | filmrendező | 2005 |
| Makk Károly                            | filmrendező | 2005 |
| Stefán Géza                            | a Katonai Biztonsági Hivatal főigazgatója | 2005 |
| Zoltai Gusztáv                         | A MAZSIHISZ ügyvezető igazgatója | 2005 |
| Puskás Ferenc                          | Labdarúgó | 2005 |
| Giovanni Lajolo                        | érsek, vatikáni külügyminiszter | 2005 |
| Leonardo Sandri                        | Érsek, helyettes vatikáni államtitkár | 2005 |
| Novák Ferenc                           | Kossuth-díjas koreográfus | 2005 |
| Petrovics Emil                         | kétszeres Kossuth-díjas zeneszerző | 2005 |
| Strausz János                          | Az Alkotmánybíróság egykori tagjának | 2005 |
| Avram Hersko                           | Nobel-díjas kémikus | 2005 |
| Nikolaus Michalek                      | Egykori osztrák igazságügy-miniszternek | 2004 |
| Illés György                           | Operatőr | 2004 |
| Szabó István                           | Mezőgazdász | 2004 |
| Kemény Dénes                           | A férfi vízilabda-válogatott szövetségi kapitánya | 2004 |
| Szabó Miklós                           | az MTA rendes tagja, a ZMNE volt rektora /katonai tagozat/ | 2004 |
| Heller Ágnes                           | Széchenyi-díjas egyetemi tanár | 2004 |
| Láng István                            | Széchenyi-díjas agrokémikus | 2004 |
| Seregi László                          | Kossuth-díjas koreográfus | 2004 |
| M. Szabó Miklós                        | altábornagy, hadtörténész | 2004 |
| Orbán István                           | a Magyarországi Gyógyszergyártók Országos Szövetségének elnöke | 2004 |
| Wilfried Seipel                        | A bécsi Kunsthistorisches Museum főigazgatója | 2004 |
| Jiří Menzel                            | Filmrendező | 2004 |
| Szuzuki Oszamu                         | A Suzuki Motor Corporation elnök-vezérigazgatója | 2004 |
| Kányádi Sándor                         | Író, költő | 2004 |
| Jürgen Köppen                          | EU budapesti képviseletének vezetője | 2004 |
| Judith Varnai Shorer                   | Izrael Állam nagykövete | 2004 |
| Kroó Norbert                           | A Magyar Tudományos Akadémia főtitkára | 2004 |
| Rolla János                            | Kossuth-díjas hegedűművész | 2004 |
| Bitó László                            | a New York-i Columbia Egyetem nyugalmazott kutatóprofesszora | 2004 |
| Günter Verheugen                       | Az Európai Unió bővítési biztosa | 2004 |
| Maurice André                          | Trombitaművész | 2003 |
| Philip Kaiser                          | Az Amerikai Egyesült Államok egykori nagykövete | 2003 |
| Kádár Béla                             | rendkívüli és meghatalmazott nagykövet, volt miniszter | 2003 |
| Kovács László                          | volt külügyminiszter | 2003 |
| Martonyi János                         | volt külügyminiszter | 2003 |
| Juhász Endre                           | rendkívüli és meghatalmazott nagykövet, a Magyar Köztársaság EU mellé akkreditált képviseletvezető | 2003 |
| Szentes Tamás                          | Széchenyi-díjas magyar közgazdász, egyetemi tanár | 2003 |
| Fejes Endre                            | Kossuth-díjas író | 2003 |
| Juhász Ferenc                          | költő | 2003 |
| Konrád György                          | Kossuth-díjas író | 2003 |
| Köpeczi Béla                           | Irodalomtörténész | 2003 |
| Marton Éva                             | Kossuth-díjas operaénekes | 2003 |
| Melis György                           | operaénekes | 2003 |
| Tom Lantos                             | Amerikai politikus | 2003 |
| Nancy Goodman Brinker                  | Az Amerikai Egyesült Államok nagykövete | 2003 |
| Msztyiszlav Leopoldovics Rosztropovics | Gordonkaművész | 2003 |
| Paul Lendvai                           | újságíró, televíziós műsorvezető | 2003 |
| Waldemar Pawlak                        | Lengyelország volt miniszterelnöke | 2003 |
| Hubay Miklós                           | Író | 2003 |
| Balogh Sándor                          | Történész | 2003 |
| Fodor Lajos                            | vezérezredes, vezérkari főnök | 2003 |
| Sztáray Zoltán                         | író, szerkesztő | 2003 |
| Joseph W. Ralston                      | Tábornok, a NATO európai főparancsnoka | 2002 |
| Takács Jenő                            | Zeneszerző | 2002 |
| Otto Graf Lambsdorff                   | Német politikus | 2002 |
| Zimányi Tibor                          | A Recski Szövetség elnöke | 2002 |
| Jurij Ljubimov                         | A moszkvai Taganka Színház főrendezője | 2002 |
| Hannu Tapio Halinen                    | Finnország nagykövete | 2002 |
| Agárdy Gábor                           | Kossuth-díjas színművész | 2002 |
| Bacsó Péter                            | Kossuth-díjas filmrendező | 2002 |
| Békesi László                          | közgazdász | 2002 |
| Bojár Gábor                            | Fizikus | 2002 |
| Faludy György                          | Kossuth-díjas költő, műfordító | 2002 |
| Garas Dezső                            | Kossuth-díjas színművész | 2002 |
| Hetényi István                         | Közgazdász | 2002 |
| Jancsó Miklós                          | kétszeres Kossuth-díjas filmrendező | 2002 |
| Kállai Ferenc                          | Kossuth-díjas színművész | 2002 |
| Litván György                          | Történész | 2002 |
| Nagy Erzsébet                          | a Nagy Imre Társaság örökös elnöke | 2002 |
| Sára Sándor                            | Kossuth-díjas magyar operatőr, filmrendező | 2002 |
| Somogyi Ferenc                         | a Magyar Atlanti Tanács elnöke, nagykövet | 2002 |
| Surányi György                         | a Magyar Nemzeti Bank volt elnöke | 2002 |
| Szabó István                           | Oscar- és Kossuth-díjas filmrendező | 2002 |
| Macuura Kóicsiró                       | Az UNESCO főigazgatója | 2002 |
| Guido Venturoni                        | Admirális, a NATO Katonai Bizottság elnöke | 2002 |
| Bronisław Geremek                      | Lengyelország volt külügyminisztere | 2002 |
| Wladyslaw Bartoszewski                 | Lengyelország külügyminisztere | 2001 |
| John Bourn                             | A Brit Számvevőszék legfőbb számvevője | 2001 |
| Kurtág György                          | Zeneszerző | 2001 |
| Max van der Stoel                      | Az Európai Biztonsági és Együttműködési Szervezet (EBESZ) kisebbségi főbiztosa | 2001 |
| Grzegorz Lubczyk                       | Lengyelország nagykövete | 2001 |
| Fernando Perpiná-Robert Peyra          | Spanyolország nagykövete | 2001 |
| Peter Tufo                             | Az Amerikai Egyesült Államok nagykövete | 2001 |
| Hannes Porias                          | Ausztria nagykövete | 2001 |
| Madeleine Albright                     | Amerikai külügyminiszter | 2000 |
| Zbigniew Brzezinski                    | Amerikai nemzetbiztonsági főtanácsadó | 2000 |
| Balogh János                           | Akadémikus, zoológus | 2000 |
| Cseh-Szombathy László                  | Akadémikus, szociológus | 2000 |
| Szunyogh Károly                        | A Köztársaság Elnöki Hivatal volt hivatalvezetője | 2000 |
| Varga László                           | Országgyűlési képviselő | 2000 |
| Edmund Stoiber                         | Bajor miniszterelnök | 2000 |
| Csoóri Sándor                          | Költő, író | 2000 |
| Franz Fiedler                          | Az osztrák számvevőszék elnöke | 1999 |
| Jean-Louis Tauran                      | Érsek, a Szentszék államközi kapcsolataiért felelős vezetője | 1999 |
| Giovanni Battista Re                   | Érsek, a vatikáni államtitkárság helyettes vezetője | 1999 |
| Fehérváry István                       | A Politikai Elítéltek Közössége elnöke | 1999 |
| Ádám Antal                             | az Alkotmánybíróság egykori tagja | 1999 |
| Kilényi Géza                           | az Alkotmánybíróság egykori tagja | 1999 |
| Lábady Tamás                           | az Alkotmánybíróság egykori tagja | 1999 |
| Tersztyánszky Ödön                     | az Alkotmánybíróság egykori tagja | 1999 |
| Vörös Imre                             | az Alkotmánybíróság egykori tagja | 1999 |
| Sinkovits Imre                         | Színművész | 1998 |
| Pungor Ernő                            | Kémikus | 1998 |
| Raymond Barre                          | Franciaország volt miniszterelnöke | 1998 |
| Szabó András                           | jogász, kriminológus, egyetemi tanár | 1998 |
| Fazakas Szabolcs                       | politikus | 1998 |
| Michael Häupl                          | Bécs főpolgármestere | 1998 |
| Medgyessy Péter                        | pénzügyminiszter | 1998 |
| Fazakas Szabolcs                       | ipari, kereskedelmi és idegenforgalmi miniszter | 1998 |
| Tadeusz Mazowiecki                     | Lengyelország volt miniszterelnöke | 1998 |
| Kiss Elemér                            | A Miniszterelnöki Hivatal közigazgatási államtitkára | 1998 |
| Szabó Magda                            | Író | 1997 |
| Francois Nicoullaud                    | A Francia Köztársaság nagykövete | 1997 |
| Schmidt Péter                          | Alkotmánybíró | 1997 |
| Lord Rothermere                        | Az Associated Newspapers Holding tulajdonosa | 1996 |
| Erich Kussbach                         | Az Osztrák Köztársaság nagykövete | 1996 |
| Pablo Benavides Orgaz                  | Spanyolország volt nagykövete | 1996 |
| Ivan Aboimov                           | Az Oroszországi Föderáció nagykövete | 1996 |
| Fejtő Ferenc                           | | 1996 |
| Egerszegi Krisztina                    | ötszörös olimpiai-, kétszeres világ-, és kilencszeres Európa-bajnok úszó | 1996 |
| Simándy József                         | Kossuth-díjas operaénekes | 1996 |
| Jimmy Carter                           | az Amerikai Egyesült Államok volt elnöke | 1996 |
| Maciej Koźmiński                       | történész, diplomata, budapesti lengyel nagykövet | 1996 |
| Pertti Torstila                        | A Finn Köztársaság követe | 1996 |
| Deák János                             | Vezérezredes | 1996 |
| Alexandar Solc                         | A Horvát Köztársaság nagykövete | 1996 |
| Mészöly Miklós                         | Író | 1996 |
| Fritz Marsch                           | Az Osztrák-Magyar Baráti Társaság elnöke | 1996 |
| Robert Badinter                        | Volt francia igazságügyminiszter | 1995 |
| Juan Antonio Samaranch                 | A NOB elnök | 1995 |
| Szalim Almagambetovics Kurmanguzsin    | Kazak nagykövet | 1995 |
| Kocsis Károly                          | villamosmérnök, közgazdász | 1995 |
| Darvas Iván                            | kétszeres Kossuth-díjas színművész | 1995 |
| Straub. F. Brunó                       | biokémikus, politikus | 1995 |
| Király Béla                            | katona, hadtörténész | 1995 |
| László Gyula                           | régész-történész, képzőművész | 1995 |
| Vásárhelyi Miklós                      | történész | 1995 |
| David Krausz                           | Izrael Állam volt nagykövete | 1995 |
| Ivan Velloso Da Silveira Batalha       | Brazil nagykövet | 1995 |
| Luciano Joublanc                       | Mexikó nagykövete | 1995 |
| Gábor Miklós                           | Kossuth-díjas színművész | 1994 |
| Fischer Annie                          | háromszoros Kossuth-díjas zongoraművész | 1994 |
| Guillermo Jorge McGough                | Az Argentin Köztársaság nagykövete | 1994 |
| Bolberitz Pál                          | katolikus pap, filozófus | 1994 |
| Soros György                           | | 1994 |
| Kobajasi Kenicsiró                     | Karmester | 1994 |
| Gerő László                            | Építész | 1994 |
| Krzysztof Skubiszewski                 | Lengyel Köztársaság volt külügyminisztere | 1994 |
| John F. Smith                          | A General Motors elnöke | 1994 |
| Pintér Sándor                          | Országos rendőrfőkapitány | 1994 |
| Cornelius van Niekerk Scholtz          | A Dél-afrikai Köztársaság nagykövete | 1994 |
| Keresztury Dezső                       | Író, akadémikus | 1994 |
| Andrásfalvy Bertalan                   | Volt művelődési és közoktatási miniszter | 1994 |
| Lőrincz Kálmán                         | Honvéd vezérezredes | 1994 |
| Teller Ede                             | Atomfizikus | 1994 |
| Michael Sika                           | Az Osztrák Köztársaság Belügyminisztériumának főigazgatója | 1993 |
| Günther Bögl                           | A bécsi rendőr-főkapitányság vezetője | 1993 |
| Alexander Arnot                        | Németország volt nagykövete | 1993 |
| Pierre Brochand                        | A Francia Köztársaság volt nagykövete | 1993 |
| Harri Holkeri                          | Volt finn miniszterelnök | 1993 |
| Solti György                           | Karmester | 1993 |
| Nemeskürty István                      | Filmtörténész, író, egyetemi tanár | 1993 |
| Annus Antal                            | A Honvédelmi Minisztérium közigazgatási államtitkára | 1993 |
| Jelenits István                        | A Piarista Rend Magyar Tartományfőnöke | 1992 |
| Szentágothai János                     | A SOTE Anatómiai Intézet kutatóprofesszora | 1992 |
| Hans Stercken                          | Német Bundestag külügyi bizottságának elnöke | 1992 |
| Thorvald Stoltenberger                 | A Norvég Királyság külügyminisztere | 1992 |
| Kada Lajos                             | Érsek | 1992 |
| Mistéth Endre                          | volt építésügyi miniszter | 1992 |
| Futó Dezső                             | Újságíró | 1992 |
| Han Tak Cse                            | A Koreai Köztársaság első magyarországi nagykövete | 1992 |
| Risto Hyvarinen                        | A Finn Köztársaság volt budapesti nagykövete | 1992 |
| Makovecz Imre                          | Építész | 1992 |
| Joseph Nitti                           | Az Olasz Köztársaság budapesti nagykövete | 1992 |
| Pertti Salolainen                      | finn külkereskedelmi miniszter | 1992 |
| O’sváth György                         | Közgazdász, jogász, politikus | 1992 |
| Yves de Daruvar                        | A franciaországi magyar emigráció egyik vezéralakja | 1992 |
| Kővágó József                          | Budapest volt polgármestere | 1991 |
| Pártay Tivadar                         | Az FKgP alapító tagja | 1991 |